# قرار مجلس الأمن التابع للأمم المتحدة رقم 1690
قرار مجلس الأمن التابع للأمم المتحدة رقم 1690، المتخذ بالإجماع في 20 يونيو 2006، بعد إعادة التأكيد على القرارات السابقة بشأن تيمور الشرقية، ولا سيما القراران 1599 (2005) و1677 (2006)، جدد المجلس ولاية مكتب الأمم المتحدة في تيمور الشرقية لمدة شهرين حتى 20 أغسطس 2006.

## القرار

### الملاحظة
وأعرب مجلس الأمن عن قلقه إزاء العنف في الجزيرة والآثار الإنسانية. وأدان الهجمات على الأشخاص والممتلكات ورحب بالخطوات التي اتخذها مسؤولو الأمم المتحدة لتقييم الحالة على الأرض.

### أعمال
وقرر المجلس تمديد ولاية مكتب الأمم المتحدة في تيمور الشرقية حتى 20 آب / أغسطس 2006، بهدف تعزيز دور الأمم المتحدة في البلاد إلى ما بعد انتهاء ولايتها. وأعرب عن دعمه الكامل لنشر قوات الأمن من قبل أستراليا وماليزيا والبرتغال ونيوزيلندا لاستعادة الاستقرار في تيمور الشرقية، بناء على طلب الحكومة؛ كما ستعمل القوات على تسهيل إيصال المساعدات الإنسانية إلى المحتاجين. علاوة على ذلك، تم دعوة القوات الدولية إلى التعاون مع الحكومة التيمورية ومكتب الأمم المتحدة.
وفي غضون ذلك، تم حث جميع الأطراف في تيمور الشرقية على الامتناع عن العنف. طلب القرار من الأمين العام كوفي عنان أن يقدم تقريرا عن مستقبل ما بعد مكتب الأمم المتحدة بحلول 7 أغسطس 2006، مع الأخذ في الاعتبار الوضع الحالي. وسيتم تشكيل لجنة تحقيق مستقلة للنظر في الأحداث.
وأخيرا، تم حث مجتمع المانحين على الاستجابة على وجه السرعة لنداء الأمم المتحدة بشأن تقديم المساعدة الإنسانية إلى تيمور الشرقية.

## روابط خارجية
- نص القرار في undocs.org